# Велика Бузова
Вели́ка Бузóва — село в Україні, у Шишацькій селищній громаді Миргородського району Полтавської області. Населення становить 508 осіб. До 2015 орган місцевого самоврядування — Великобузівська сільська рада.

## Географія
Село Велика Бузова знаходиться за 5 км від правого берега річки Говтва, примикає до сіл Мала Бузова і Низова Яковенщина. Селом протікає річка Бузовий. Через село проходить автомобільна дорога Т 1720.

## Історія
12 червня 2020 року, відповідно до розпорядження Кабінету Міністрів України № 721-р «Про визначення адміністративних центрів та затвердження територій територіальних громад Полтавської області», село увійшло до складу Шишацької селищної громади.
19 липня 2020 року, в результаті адміністративно - територіальної реформи та ліквідації Шишацького району, село увійшло до складу новоутвореного Миргородського району Полтавської області.

## Населення
Згідно з переписом УРСР 1989 року чисельність наявного населення села становила 526 осіб, з яких 238 чоловіків та 288 жінок.
За переписом населення України 2001 року в селі мешкало 507 осіб.

### Мова
Розподіл населення за рідною мовою за даними перепису 2001 року:
| Мова       | Відсоток |
| ---------- | -------- |
| українська | 98,82 %  |
| російська  | 1,18 %   |

## Об'єкти соціальної сфери
- Школа.